# デンゲレ地方
デンゲレ地方（Denguélé）は、コートジボワールの地方。コートジボワールの北西端に位置する。首府はオディエンヌ。

## 地理
西をギニアと、北をマリ共和国と、東をサヴァヌ地方と、南をウォロバ地方と、それぞれ接する。

## 設立まで
2011年の行政区画の再編で、デンゲレ州からデンゲレ地方へ。

## 行政区画
- ホロン州
- カバドゥグー州